# Okręg wyborczy nr 2 (Malta)
Okręg wyborczy nr 2 – okręg wyborczy na Malcie. Został ustanowiony w 1921 roku. Jego granice zmieniały się wiele razy, ale obecnie składa się z miejscowości Birgu, Isla (Malta), Bormla, Żabbar, Kalkara, Xgħajra oraz część Fgury.

## Przedstawiciele

### 1889–1921: 1 mandat
| Data | Przedstawiciel                      |
| ---- | ----------------------------------- |
| 1889 | Sigismondo Savona                   |
| 1892 | Latterio Vallone                    |
| 1895 | Ernesto Manara                      |
| 1898 | Paolo Sammut                        |
| 1900 | Emmanuel Testaferrata Bonnici Axiaq |
| 1904 | Paolo Sammut                        |
| 1909 | Emmanuele Said                      |
| 1911 | nieobsadzony                        |
| 1912 | G Caruana Mamo                      |
| 1915 | Giuseppe Vassallo                   |
| 1917 | Giov. Gabaretta                     |

### 1921–obecnie: 5 mandatów
| Wybory | Przedstawiciele            | Przedstawiciele          | Przedstawiciele         | Przedstawiciele         | Przedstawiciele           | Przedstawiciele             | Przedstawiciele | Przedstawiciele      | Przedstawiciele     | Przedstawiciele       |
| ------ | -------------------------- | ------------------------ | ----------------------- | ----------------------- | ------------------------- | --------------------------- | --------------- | -------------------- | ------------------- | --------------------- |
| 1921   |                            | Vincenzo Farrugia (PP)   |                         | Augusto Bartolo (Kons.) |                           | Emmanuele Said (UPM)        |                 | Enrico Dandria (UPM) | 4 mandaty 1921–1932 | 4 mandaty 1921–1932   |
| 1924   |                            | Vincenzo Farrugia (PP)   | Alberto Magri (PDN)     | Augusto Bartolo (Kons.) |                           |                             |                 | Enrico Dandria (UPM) | 4 mandaty 1921–1932 | 4 mandaty 1921–1932   |
| 1927   |                            | Anthony Montano (Kons.)  |                         | Augusto Bartolo (Kons.) | Alfredo W. Azzopardi (PN) |                             |                 | Enrico Dandria (UPM) | 4 mandaty 1921–1932 | 4 mandaty 1921–1932   |
| 1932   | Robert V. Galea (Kons.)    | Anthony Montano (Kons.)  | Alberto Mizzi (PN)      |                         |                           |                             |                 | Enrico Dandria (UPM) | 4 mandaty 1921–1932 | 4 mandaty 1921–1932   |
| 1939   | Albert V. Bartoli (Kons.)  | Anthony Montano (Kons.)  |                         | Henry Sacco (Kons.)     |                           | Roger Strickland (Kons.)    |                 | Enrico Mizzi (PN)    |                     |                       |
| 1945   |                            | Ant. Schembri Adami (PP) |                         | Arthur F. Colombo (PP)  |                           | Godwin G. Ganado (PP)       |                 | Robert Bencini (PP)  |                     | Henry Jones (niezal.) |
| 1947   | Agatha Barbara (PP)        | Guze Attard Bezzina (PP) | John Raimondo (PP)      | Nestu Laviera (PP)      |                           | Joseph Agius Muscat (PN)    |                 |                      |                     |                       |
| 1950   | Agatha Barbara (PP)        | Daniel Piscopo (PP)      |                         | Nestu Laviera (PP)      | Anglu Boffa (MWP)         | Giuseppe Agius Muscat (PN)  |                 |                      |                     |                       |
| 1951   | Agatha Barbara (PP)        | Daniel Piscopo (PP)      |                         | Nestu Laviera (PP)      | Dom Mintoff (PP)          | Joseph F. Cassar Galea (PN) |                 |                      |                     |                       |
| 1953   | Agatha Barbara (PP)        | Daniel Piscopo (PP)      |                         | Nestu Laviera (PP)      | Antonio Paris (PN)        | Joseph F. Cassar Galea (PN) |                 |                      |                     |                       |
| 1955   | Agatha Barbara (PP)        | Daniel Piscopo (PP)      |                         | Nestu Laviera (PP)      | Antonio Paris (PN)        | Dom Mintoff (PP)            |                 |                      |                     |                       |
| 1962   | Agatha Barbara (PP)        | Daniel Piscopo (PP)      |                         | Nestu Laviera (PP)      | Antonio Paris (PN)        | Espedito Catania (PN)       |                 |                      |                     |                       |
| 1966   | Agatha Barbara (PP)        | Daniel Piscopo (PP)      | Josie Muscat (PN)       | Nestu Laviera (PP)      | Ugo Mifsud Bonnici (PN)   |                             |                 |                      |                     |                       |
| 1971   | Agatha Barbara (PP)        | Daniel Piscopo (PP)      | Josie Muscat (PN)       | Dom Mintoff (PP)        | Ugo Mifsud Bonnici (PN)   |                             |                 |                      |                     |                       |
| 1976   | Joseph Saliba (PP)         | Daniel Piscopo (PP)      |                         | Dom Mintoff (PP)        | Ugo Mifsud Bonnici (PN)   | Lorry Sant (PP)             |                 |                      |                     |                       |
| 1981   | Joseph Saliba (PP)         | Freddie Bartolo (PP)     | Joseph (Joe) Grima (PP) | Piju Busuttil (PP)      | Ugo Mifsud Bonnici (PN)   |                             |                 |                      |                     |                       |
| 1987   | Joe Mizzi (PP)             | Salvu Sant (PP)          | Wenzu Mintoff (PP)      |                         | Ugo Mifsud Bonnici (PN)   | Manuel Borda (PN)           |                 |                      |                     |                       |
| 1992   | Joe Mizzi (PP)             | Salvu Sant (PP)          | Edwin Grech (PP)        |                         | Ugo Mifsud Bonnici (PN)   | Dom Mintoff (PP)            |                 |                      |                     |                       |
| 1996   | Joe Mizzi (PP)             | Christopher Agius (PP)   | Edwin Grech (PP)        | Lawrence Gonzi (PN)     |                           | Dom Mintoff (PP)            |                 |                      |                     |                       |
| 1998   | Joe Mizzi (PP)             | Christopher Agius (PP)   | Rita Law (PP)           | Lawrence Gonzi (PN)     |                           | Carmelo Mifsud Bonnici (PN) |                 |                      |                     |                       |
| 2003   | Joe Mizzi (PP)             | Christopher Agius (PP)   | Stefan Buontempo (PP)   | Lawrence Gonzi (PN)     |                           | Carmelo Mifsud Bonnici (PN) |                 |                      |                     |                       |
| 2008   | Joe Mizzi (PP)             | Christopher Agius (PP)   | Joseph Muscat (PP)      | Lawrence Gonzi (PN)     | Stephen Spiteri (PN)      |                             |                 |                      |                     |                       |
| 2013   | Joe Mizzi (PP)             | Christopher Agius (PP)   | Joseph Muscat (PP)      | Lawrence Gonzi (PN)     | Stephen Spiteri (PN)      |                             |                 |                      |                     |                       |
| 2017   | Joe Mizzi (PP)             | Christopher Agius (PP)   | Joseph Muscat (PP)      |                         | Stephen Spiteri (PN)      | Glenn Bedingfield (PP)      |                 |                      |                     |                       |
| 2022   | Alison Zerafa Civelli (PP) | Christopher Agius (PP)   | Robert Abela (PP)       | Clyde Caruana (PP)      | Stephen Spiteri (PN)      |                             |                 |                      |                     |                       |